# Kỷ niệm 50 năm thống nhất Việt Nam
Vào ngày 30 tháng 4 năm 2025, Việt Nam chính thức kỷ niệm 50 năm kể từ khi thống nhất.

## Chuẩn bị

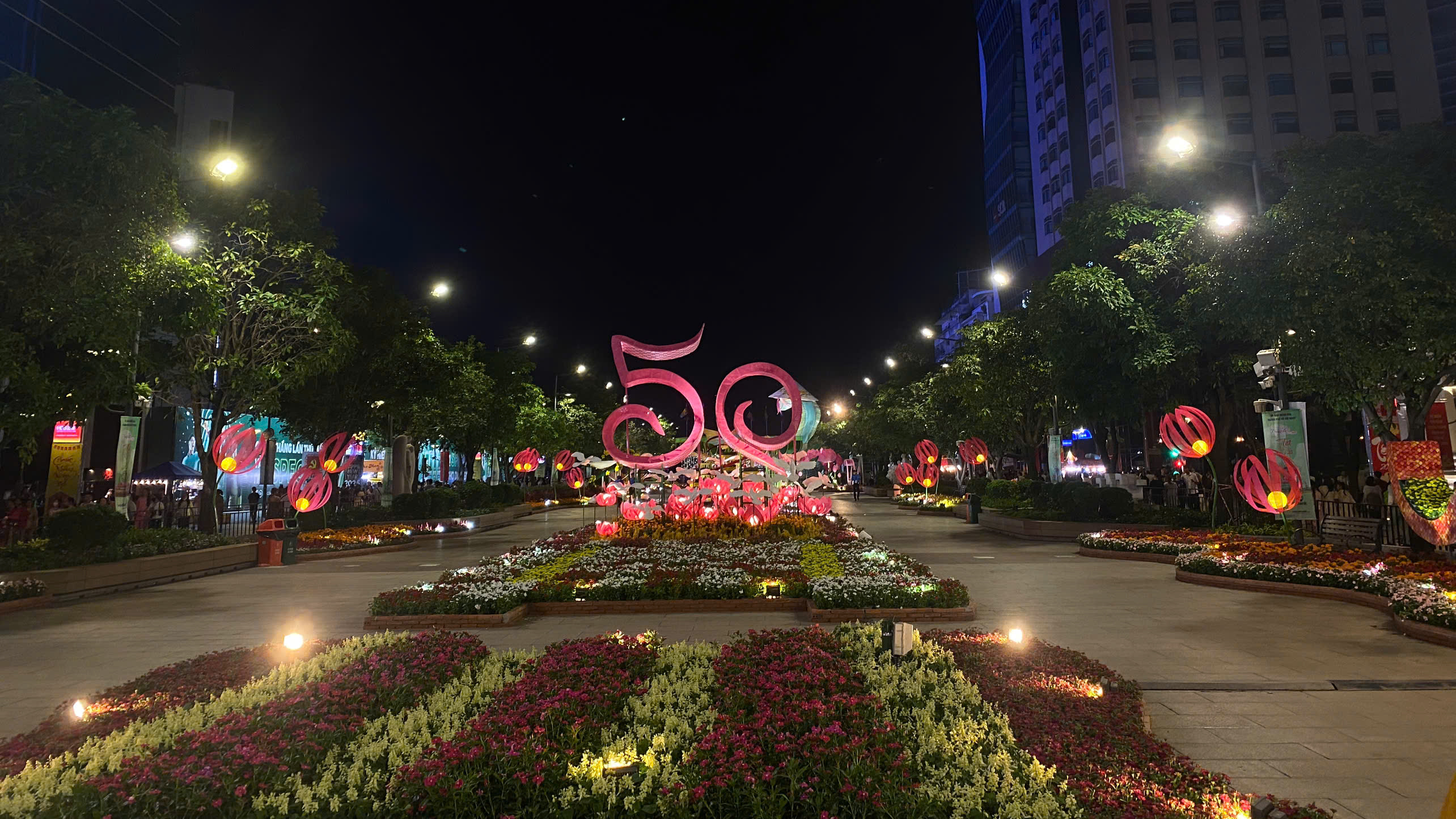
Biểu tượng 50 năm thống nhất Việt Nam tại Đường hoa Nguyễn Huệ năm 2025

Từ ngày 30 tháng 12 năm 2022, Thành ủy Thành phố Hồ Chí Minh đã ra Chỉ thị khẩn lên kế hoạch cho công tác tổ chức kỷ niệm 50 năm kể từ khi Việt Nam thống nhất diễn ra vào ngày 30 tháng 4 năm 2025. Ngay sau đó, vào đầu tháng 1 năm 2023, Ủy ban nhân dân (UBND) Thành phố Hồ Chí Minh cũng đã công bố kế hoạch tổ chức hàng loạt các sự kiện và hoạt động kỷ niệm. Sự kiện này được Ban Bí thư Trung ương Đảng Cộng sản Việt Nam ra quyết định thuộc vào Lễ Kỷ niệm cấp quốc gia và được tổ chức tại Thành phố Hồ Chí Minh. Đến tháng 8 cùng năm, Thành phố Hồ Chí Minh đã công bố 55 công trình được liệt vào sự kiện, phân chia thành 6 lĩnh vực khác nhau bao gồm: Văn hóa – Xã hội; Kinh tế; Đô thị; Khoa học công nghệ – Đổi mới sáng tạo; Cải cách hành chính; Quốc phòng an ninh – Đối ngoại. Một cuộc vận động sáng tác các tác phẩm về văn học và nghệ thuật cũng đã được Thành phố này phát động với chủ đề "Thành phố Hồ Chí Minh – 50 năm tự hào bản anh hùng ca". Cùng với Kỷ niệm 70 năm Chiến thắng Điện Biên Phủ, Kỷ niệm 80 năm Quốc khánh Việt Nam thì đây là một trong 3 "sự kiện rất lớn" của nước này trong giai đoạn 2023 − 2025.
Trong sáng ngày 25 tháng 3 năm 2024, Phó Tổng tham mưu trưởng Quân đội nhân dân Việt Nam, Thượng tướng Nguyễn Văn Nghĩa đã chính thức thông tin về việc sẽ tổ chức diễu binh, diễu hành vào dịp 30 tháng 4 năm 2025. Nhiệm vụ này cũng được giao cho Cục Quân huấn, Quân khu 7 và UBND Thành phố Hồ Chí Minh phụ trách khảo sát vị trí và hợp luyện cho các lực lượng vũ trang. Đồng thời, chuẩn bị trận địa pháo lễ và không quân bay trên bầu trời Thành phố. Đến ngày 17 tháng 4 năm 2024, phiên họp đầu tiên của Ban Chỉ đạo các hoạt động kỷ niệm 50 năm Ngày Giải phóng miền Nam, thống nhất đất nước do Bí thư Thành ủy Thành phố Hồ Chí Minh Nguyễn Văn Nên chủ trì đã được tổ chức. Ông đã yêu cầu các hoạt động phải gắn liền với "hòa bình, độc lập, thống nhất toàn vẹn lãnh thổ" và tinh thần yêu nước của người dân Việt Nam. Số lượng công trình liên quan đến dịp kỷ niệm vào tháng 8 năm 2024 đã tăng lên 61 công trình.
Các hoạt động như văn hóa, văn nghệ và thể thao cũng được Thành phố Hồ Chí Minh lên kế hoạch tổ chức.

## Diễu binh, diễu hành
Thông tin về kế hoạch diễu binh, diễu hành trong sự kiện kỷ niệm 50 năm Việt Nam thống nhất được công bố lần đầu tiên vào ngày 25 tháng 3 năm 2024 bởi Thượng tướng Nguyễn Văn Nghĩa. Công tác chuẩn bị địa điểm được giao cho Cục Quân huấn, Quân khu 7 và Ủy ban nhân dân Thành phố Hồ Chí Minh phụ trách khảo sát. Theo kế hoạch, lực lượng diễu binh sẽ bao gồm 34 khối và lực lượng diễu hành bao gồm 11 khối với tổng số lượng người tham gia là 11.220 người. Vào tháng 4 năm 2025 tại Thành phố Hồ Chí Minh, Ban tổ chức thực hiện hai buổi tổng hợp luyện diễu binh, diễu hành vào tối ngày 18 và 22, một buổi sơ duyệt vào tối ngày 25 và một buổi tổng duyệt vào sáng ngày 27. Chương trình được chính thức tổ chức tại TPHCM vào lúc 6h30 ngày 30 tháng 4 năm 2025, diễn ra trên đường Lê Duẩn, từ giao lộ đường Nguyễn Bỉnh Khiêm về Hội trường Thống Nhất, với sự tham gia của hơn 13.000 người thuộc 56 khối, cùng các mô hình xe diễu hành. Quân đội Campuchia, Lào, Trung Quốc đã cử quân nhân tham gia diễu binh. Buổi lễ nhận được sự chờ đón và tham dự của hàng chục nghìn người dân.

## Tuyên truyền
Theo hướng dẫn của Ban Tuyên giáo và Dân vận Trung ương, mục đích chính của sự kiện là nhằm phục vụ công tác tuyên truyền của Đảng Cộng sản Việt Nam về "tầm vóc, giá trị ý nghĩa to lớn của cuộc kháng chiến chống Mý cứu nước, Đại thắng mùa Xuân 1975, giải phóng miền Nam, thống nhất đất nước". Chủ đề trong công tác tuyên truyền theo hướng dẫn là "Đại thắng mùa Xuân năm 1975 – Sức mạnh đại đoàn kết toàn dân tộc, khát vọng hòa bình, độc lập dân tộc và ý chí thống nhất đất nước".

Ban Tuyên giáo và Dân vận Trung ương cũng đã gửi 23 khẩu hiệu tuyên truyền đến các tổ chức, cơ quan, chính quyền địa phương có liên quan:
1. Nhiệt liệt chào mừng 50 năm Ngày Giải phóng miền Nam, thống nhất đất nước (30/4/1975 – 30/4/2025)!
2. Thắng lợi oanh liệt của cuộc kháng chiến chống Mỹ, cứu nước mở ra một bước ngoặt vĩ đại trong lịch sử dân tộc!
3. Đại thắng mùa Xuân năm 1975 – Sức mạnh của ý chí thống nhất đất nước và khát vọng hòa bình!
4. Đại thắng mùa Xuân năm 1975 – Trang sử hào hùng trong lịch sử dựng nước và giữ nước vĩ đại của dân tộc ta!
5. Đại thắng mùa Xuân 1975 – Sự kiện có tầm vóc quan trọng quốc tế to lớn và có tính thời đại sâu sắc!
6. Giải phóng miền Nam, thống nhất đất nước – Chiến công vĩ đại của thế kỷ XX!
7. Đại thắng mùa Xuân năm 1975 – Sức mạnh Việt Nam, tầm vóc thời đại!
8. Đại thắng mùa Xuân năm 1975 – Thắng lợi của sức mạnh, ý chí, bản lĩnh Việt Nam!
9. Đại thắng mùa Xuân năm 1975 – Thắng lợi của truyền thống yêu nước, khát vọng độc lập, tự do, hòa bình, thống nhất đất nước!
10. Giải phóng miền Nam, thống nhất đất nước – Thành quả vĩ đại của cách mạng Việt Nam!
11. Giải phóng miền Nam, thống nhất đất nước – Nam Bắc một nhà, non sông liền dải!
12. Đại thắng mùa Xuân năm 1975 – Một biểu tượng sáng ngời về sự toàn thắng của chủ nghĩa anh hùng cách mạng và trí tuệ con người Việt Nam!
13. Tinh thần chiến thắng 30/4/1975 mãi mãi tỏa sáng, phát huy giá trị trong thời đại ngày nay!
14. Thắng lợi vĩ đại của sự nghiệp chống Mỹ, cứu nước là thắng lợi của đường lối và nghệ thuật quân sự Việt Nam dưới sự lãnh đạo đúng đắn, sáng tạo của Đảng!
15. Thắng lợi của Nhân dân ta trong sự nghiệp kháng chiến chống Mỹ, cứu nước mãi mãi được ghi vào lịch sử dân tộc ta như một trong những trang chói lọi nhất!
16. Phát huy sức mạnh tinh thần giải phóng miền Nam, thống nhất đất nước trong công cuộc xây dựng và bảo vệ vững chắc Tổ quốc Việt Nam xã hội chủ nghĩa!
17. Xây dựng đất nước ta đàng hoàng hơn, to đẹp hơn theo di nguyện thiêng liêng của Chủ tịch Hồ Chí Minh!
18. Phát huy sức mạnh đại đoàn kết toàn dân tộc, bản lĩnh và sức mạnh con người Việt Nam, tự chủ, tự hào bước vào kỷ nguyên mới!
19. Đoàn kết, đoàn kết, đại đoàn kết – Thành công, thành công, đại thành công!
20. Tất cả vì mục tiêu dân giàu, nước mạnh, dân chủ, công bằng, văn minh!
21. Đảng Cộng sản Việt Nam quang vinh muôn năm!
22. Nước Cộng hoà xã hội chủ nghĩa Việt Nam muôn năm!
23. Chủ tịch Hồ Chí Minh vĩ đại sống mãi trong sự nghiệp của chúng ta!

## Công trình

### Nút giao An Phú
Nút giao được bắt đầu khởi công vào cuối năm 2022 tại phường An Phú, thành phố Thủ Đức với mức đầu tư hơn 3.400 tỷ đồng. Công trình được xếp vào loại dự án giao thông trọng điểm trên địa bàn Thành phố Hò Chí Minh. Đây cũng được xem là nút giao thông lớn nhất và hiện đại nhất của Thành phố. Nút giao thông nằm ở điểm đầu của đường cao tốc Thành phố Hồ Chí Minh – Long Thành – Dầu Giây; và điểm cuối của đường Lương Định Của giao cắt đường Mai Chí Thọ bao gồm 3 tầng với hầm chui, đường nối và cầu vượt. Quy mô làn đường của nút giao lên tới 10–12 làn xe bao gồm: hầm chui với 4 làn hai chiều, các cầu vượt với mỗi nhánh 2 làn xe. Các cầu vượt bao gồm: một cầu vượt chữ Y nối giữa đường Mai Chí Thọ (hướng xa lộ Hà Nội) và đường Lương Định Của với đường cao tốc; một cầu vượt cho hướng rẽ phải từ đường cao tốc vào đường Mai Chí Thọ (hướng đường Võ Nguyên Giáp). Giữa nút giao có đảo trung tâm với tháp trung tâm cao 36 m, xung quanh vị trí này là hồ nước cạn, đài phun nước và đèn chiếu sáng.

### Cầu bộ hành vượt sông Sài Gòn
Vào năm 2019, Thành phố Hồ Chí Minh đã bắt đầu tổ chức các phương án thiết kế kiến trúc cho một cầu bộ hành vượt sông Sài Gòn nằm giữa cầu Ba Son và hầm Thủ Thiêm. Kiến trúc của công trình do Liên danh Chodai – Takashi Niwa Architects và Chodai Kisojiban Việt Nam thiết kế với thác nước tuần hoàn nằm về phía quảng trường trung tâm Thủ Thiêm. Hai phía đầu cầu được thiết kế nằm ở quận 1 thuộc khu vực công viên bến Bạch Đằng, gần với phố đi bộ Nguyễn Huệ với đầu còn lại ở thành phố Thủ Đức thuộc khu vực công viên bờ sông Sài Gòn và ngoài ranh khu A, thuộc phía Nam quảng trường trung tâm của khu đô thị mới Thủ Thiêm.

### Nhà ga T3 ở Sân bay Tân Sơn Nhất

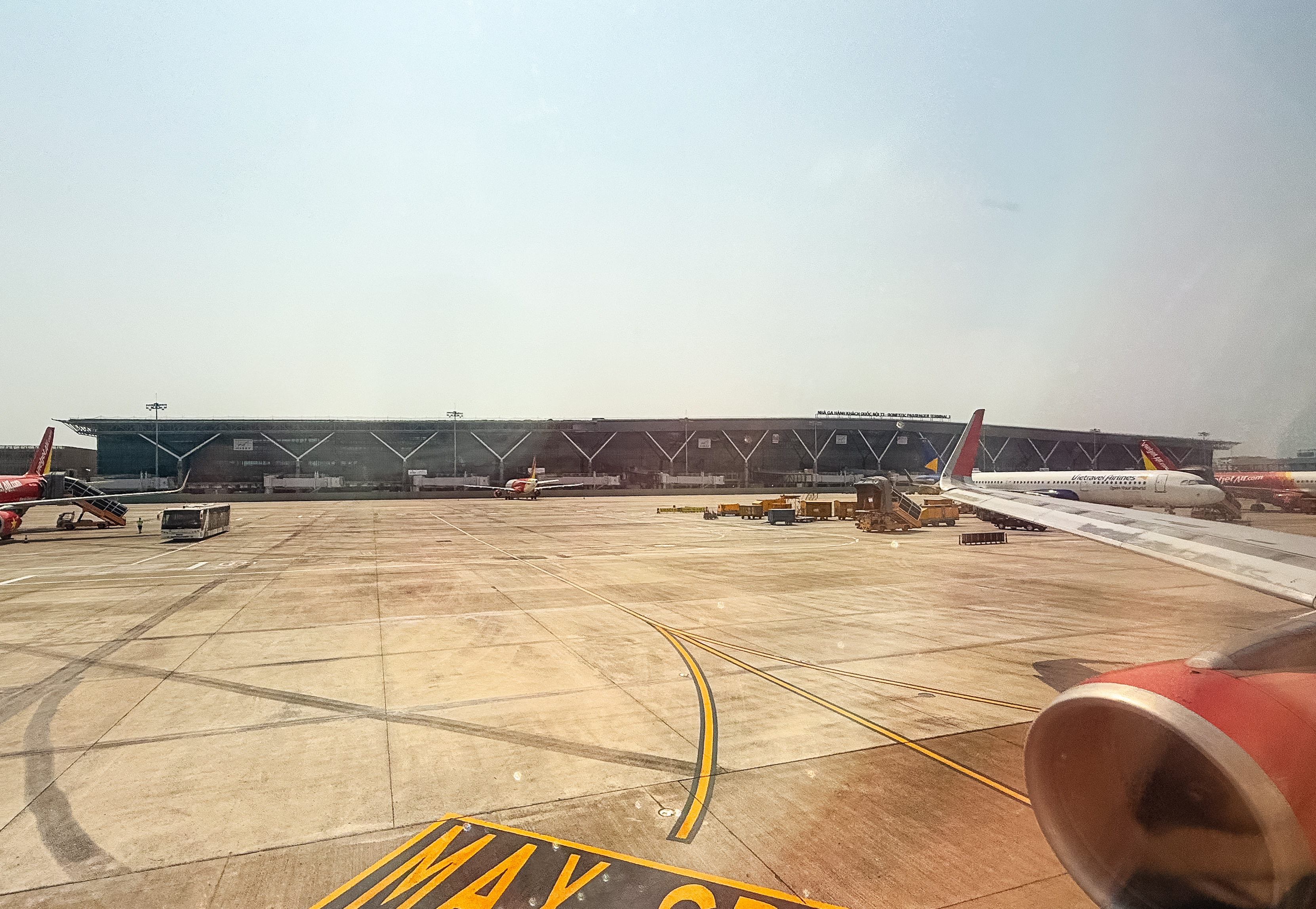
Quang cảnh nhà ga hành khách T3 nhìn từ máy bay

Nhà ga T3 thuộc sân bay quốc tế Tân Sơn Nhất được tiến hành khởi công vào ngày 31 tháng 8 năm 2023 bao gồm 3 hạng mục chính lần lượt là nhà ga hành khách, nhà xe cao tầng kết hợp dịch vụ phi hàng không và hệ thống cầu cạn trước nhà ga. Nhà ga được quy hoạch để thực hiện cho các chuyến bay quốc nội do Bộ Giao thông vận tải và Ủy ban Quản lý vốn nhà nước tại doanh nghiệp chỉ đạo, Tổng Công ty Cảng hàng không Việt Nam (ACV) thực hiện. Khu vực nhà xe kết hợp dịch vụ phi hàng không được xây dựng tổ hợp gồm 2 tầng hầm, 2 tầng hầm chung, 2 khối phức hợp thương mại – văn phòng 4 tầng nổi và khối nhà để xe máy 3 tầng. Nhà ga T3 chính thức khánh thành và đưa vào sử dụng kể từ ngày 19 tháng 4 năm 2025, nhân dịp Kỷ niệm 50 năm thống nhất Việt Nam.

### Rạp xiếc và biểu diễn đa năng Phú Thọ
Công trình bắt đầu được xây dựng vào tháng 4 năm 2023 với kinh phí khoảng 1.400 tỷ đồng nằm trên đường Lữ Gia thuộc quận 11, nằm cạnh sân vận động Phú Thọ. Dự án bao gồm 2 tầng hầm; khối rạp xiếc và biểu diễn đa năng có 12 tầng nổi cùng khối hành chính, dịch vụ và nhà hàng là 2 tầng nổi. Công trình bao gồm 2.000 chỗ ngồi và phòng tập luyện đa năng với 300 chỗ.